# Halvvokal
Halvvokal (jf. tysk Halbvokal, engelsk semi-vowel) er en vokal, der ikke er stavelsesdannende, f.eks. j og w over for de egentlige vokaler i og u.
| Sprog | Spire Denne artikel om sprog er en spire som bør udbygges. Du er velkommen til at hjælpe Wikipedia ved at udvide den. |